# Wellington—Halton Hills (circonscription provinciale)
Circonscription électorale provinciale du Canada
Wellington—Halton Hills est une circonscription provinciale de l'Ontario représentée à l'Assemblée législative de l'Ontario depuis 2007.

## Géographie
La circonscription comprend la ville d'Erin et les canton de Halton Hills, Centre Wellington, Guelph/Eramosa, Erin et Puslinch.
Les circonscriptions limitrophes sont Brampton-Sud, Brampton-Ouest, Cambridge, Dufferin—Caledon, Flamborough—Glanbrook, Guelph, Kitchener—Conestoga, Kitchener-Sud—Hespeler, Milton,  Mississauga—Streetsville et Perth—Wellington.

## Historique
| Législature | Années        | Député          | Député     | Parti                     |
| --- | ------------- | --------------- | ---------- | ------------------------- |
| Wellington—Halton Hills Circonscription issue de Halton, Waterloo—Wellington, Guelph—Wellington et Dufferin—Peel—Wellington—Grey |               |                 |            |                           |
| 39e | 2007-2011     |                 | Ted Arnott | Progressiste-conservateur |
| 40e | 2011-2014     |                 | Ted Arnott | Progressiste-conservateur |
| 41e | 2014-2018     |                 | Ted Arnott | Progressiste-conservateur |
| 42e | 2018-2022     |                 | Ted Arnott | Progressiste-conservateur |
| 43e | 2022–2025     |                 | Ted Arnott | Progressiste-conservateur |
| 44e | 2025-en cours | Joseph Racinsky |            | Progressiste-conservateur |

## Circonscription fédérale
Depuis les élections provinciales ontariennes du 4 octobre 2007, l'ensemble des circonscriptions provinciales et des circonscriptions fédérales sont identiques.